# Aurica Bărăscu
Aurica Bărăscu est une rameuse roumaine, née le 21 septembre 1974 à Nicorești.

## Palmarès

### Jeux olympiques
- 2004 à Athènes
  -  Médaille d'or en huit

### Championnats du monde d'aviron
- 2007 à Munich
  -  Médaille d'argent en huit
- 2003 à Milan
  -  Médaille d'argent en huit
- 2001 à Lucerne
  -  Médaille d'argent en huit
- 2000 à Zagreb
  -  Médaille de bronze en quatre sans barreur
- 1999 à Saint Catharines
  -  Médaille d'or en huit

### Championnats d'Europe d'aviron
- 2007 à Poznań
  -  Médaille d'or en huit